# Міка Валтарі
Мі́ка То́ймі Ва́лтарі (19 вересня 1908 , Гельсінкі  — 26 серпня 1979 , Гельсінкі ) — письменник, класик фінської літератури, кіносценарист, драматург і поет. Твори перекладено більш як 70 мовами (зокрема, українською).

## Біографія
Писав романи, новели, вірші, п'єси, сценарії до кінофільмів.
У 20-х роках XX-го століття у Фінляндії виникла модерністська літературна течія «Туленкантаят» (фін. Tulenkantajat — «Смолоскипники»), яка ставила за мету оновити фінську літературу. Серед активістів течії був Валтарі.
Працюючи над творами, в яких описував різні періоди історії багатьох держав світу, письменник ретельно вивчав історичний матеріал, крізь призму минулих часів показував сучасне життя Фінляндії. Дебютний роман «Велика ілюзія» (1928) викликав справжній фурор у мистецькому середовищі Фінляндії. Крім цього твору, українською перекладено також три повісті письменника: «Панна ван Бруклін» (Fine van Brooklyn), «Такого не буває» (Sellaista ei tapahdu) і «Місячний краєвид» (Kuun maisema).
Найвідоміший твір Валтарі — роман «Синуге, єгиптянин» (Sinuhe, egyptiläinen, 1945), перекладений 40 мовами. Також відомий історико-фентезійний роман «Турмс, невмирущий» (Turms, kuolematon ,1955) і серія детективів про комісара Палму.